# Pindié-Badara
Pindié-Badara est un village situé dans le département de Kourinion de la province de Kénédougou dans la région des Hauts-Bassins au Burkina Faso.

## Géographie
Pindié-Badara est situé à environ 45 km de Bobo-Dioulasso et à 30 km de Orodara. Il est traversé par la route nationale 8. 
Le village de Pindié-Badara se situe à la frontière de la province du Houet. Il est traversé par la rivière Dienkoa (nom en toussian), un affluent du Mouhoun (Volta Noire). Il est limité à l'est par le village de Gôgnon, au sud par Tien, au sud-est et à l'ouest par le village de Guéna et au nord par Banflagoué[réf. souhaitée].

## Économie
Badara possède un marché local où se pratique le commerce de produit venant de Bobo-Dioulasso et d'Orodara.

## Santé et éducation
Pindié-Badara accueille un centre de santé et de promotion sociale (CSPS).